# Rafael Batlle Pacheco
Rafael Batlle Pacheco (Montevideo, 1888 - ibídem, 1960) fou un polític i periodista uruguaià. Fill del president José Batlle y Ordóñez i de Matilde Pacheco Stewart. Germà dels polítics Lorenzo i César Batlle Pacheco, els tres van tenir una destacadíssima actuació periodística al diari del Partit Colorado El Día. Va ser un gran rival del seu cosí, el president Luis Batlle Berres.